# Gorhambury House
Gorhambury House est une maison de style palladien située près de St Albans, dans le Hertfordshire, en Angleterre. Elle est construite dans les années 1777-1784 pour remplacer Old Gorhambury House, qui est laissé en ruine.
Elle est conçue par Sir Robert Taylor et commandée par James Grimston (3e vicomte Grimston). Le fils de Grimston est fait comte de Verulam, et le bâtiment est actuellement la maison du 7e comte de Verulam .
Les éléments d'intérêt à l'intérieur comprennent une cheminée conçue par Piranesi. La maison est classée Grade II*. Elle fait partie de l'Association des maisons historiques et est ouverte aux visites à certains moments .
Le domaine environnant comprend une grande partie du site de la ville romaine de Verulamium .